# Vastogirardi
Vastogirardi – miejscowość i gmina we Włoszech, w regionie Molise, w prowincji Isernia.
Według danych na rok 2004 gminę zamieszkiwało 798 osób, 13,3 os./km².